# Salles-sur-Garonne
Salles-sur-Garonne település Franciaországban, Haute-Garonne megyében. Lakosainak száma 591 fő (2022. január 1.). Salles-sur-Garonne Carbonne, Lafitte-Vigordane, Rieux-Volvestre, Saint-Élix-le-Château és Saint-Julien-sur-Garonne községekkel határos.

## Népesség
A település népessége az elmúlt években az alábbi módon változott:
| Lakosok száma | 208  | 215  | 250  | 447  | 509  | 552  | 573  | 588  | 592  | 591  |
|               | 1968 | 1982 | 1990 | 2006 | 2013 | 2015 | 2017 | 2019 | 2020 | 2022 |